# عصبون غير حسكي
العصبونات غير الحسكية هي عصبونات موجودة في الجهازين العصبيين المركزي والمحيطي وتعمل كمصفوفات وسيطة للعصبونات الحسية الحركية. لا تظهر هذه العصبونات السلوك الحسكي المميز للعصبونات المولدة لجهد الفعل.
| الخصائص | العصبونات الحسكية | العصبونات غير الحسكية              |
| الموقع  | المركزي والمحيطي  | المركزي والمحيطي                   |
| السلوك  | جهد الفعل         | عدد أقل من بروتينات قنوات الصوديوم |

تتكامل الشبكات العصبية غير الحسكية مع الشبكات العصبية الحسكية ما ينتج عنه تأثير تآزري في القدرة على تنبيه استجابة حسية أو حركية ما مع القدرة في الوقت نفسه على تعديل هذه الاستجابة.

## وظيفتها

### التعديل
من خلال استخدام النواقل العصبية المعروفة التي تمتلك القدرة على التأثير على العصبونات غير الحسكية، أمكن تعديل الشبكات العصبية المنمذجة من أجل تخفيف فرط النشاط العصبي العضلي أو تحويل الخلايا نفسها إلى نموذج قادر على توفير إشارات أقوى. أشارت دراسة على ناقلات الكالسيوم إلى تأثير قنوات البروتين على الدقة وسعة الإطلاق الإجمالية للعصبونات غير الحسكية. نظرًا إلى اعتماد غالبية الرسائل المنقولة على ثابت التناسب، بمعنى أنه لا يوجد أهمية مكانية أو زمنية للإطلاق ما قبل المشبكي، تعمل هذه الإشارات حرفيًا على «تكرار ما قيل لها». فيما يتعلق بالأنظمة الكيميائية في الجسم، تمثل الشبكة العصبية غير الحسكية بالتأكيد إحدى المناطق واجبة الاستكشاف. تظهر دراسة خلايا أماكرين مكونات جديدة ومثيرة لدراسة تعديل الخصائص الكيميائية والميكانيكية الخاصة بالشبكات العصبية غير الحسكية.

### الذاكرة والتعلم
ما تزال المعلومات المتوفرة حول تطبيق هذه الشبكات على الذاكرة والتعلم محدودة للغاية. توجد بعض المؤشرات على وجود دور حيوي لكل من الشبكات الحسكية وغير الحسكية في الذاكرة والتعلم. استخدمت الأبحاث المطبقة في هذا الصدد خوارزميات التعلم، ومصفوفات الأقطاب الكهربائية المكروية والروبوتات الهجينة. من خلال دراسة كيفية نقل العصبونات للمعلومات، يصبح من الممكن أكثر تحسين هذه الشبكات العصبية النموذجية وتحديد تدفقات المعلومات الواضحة التي يمكن عرضها بشكل أفضل. من خلال ربط هذه الدراسة مع عوامل التغذية العصبية المتوفرة، يمكن ربما التلاعب بالشبكات العصبية من أجل التوجيه الأمثل، وبالتالي التعلم الأمثل.

### الإنتاج الجهازي
من خلال دراسة العصبونات غير الحسكية، حقق مجال العلوم العصبية فوائد عدة عبر امتلاك النماذج العملية التي تشير إلى كيفية انتقال المعلومات عبر الشبكة العصبية. يسمح هذا بمناقشة العوامل المؤثرة على كيفية عمل الشبكات، بالإضافة إلى كيفية التلاعب بها. من الواضح أن العصبونات غير الحسكية أكثر حساسية للتداخل نظرًا إلى اختبارها جهود الفعل المتدرجة. نتيجة لذلك، يستطيع أي منبه تحريض الاستجابة بالنسبة للعصبونات غير الحسكية، بينما تختبر العصبونات الحسكية جهود الفعل التي تعمل كوحدة «الكل أو لا شيء».
تتمثل إحدى أولويات الهندسة الطبية الحيوية في فهم المساهمات الحيوية في نظام كلي ما بهدف إيجاد فهم لكيفية تحسين هذه الأنظمة بالشكل الأمثل. كان بول فاخ واي ريتا أحد المؤمنين البارزين باللدونة العصبية، إذ عمل على دمج المبادئ الخاصة بالتصميم الجهازي بهدف نمذجة ما تقوم به العصبونات داخل الدماغ بالفعل وصنع جهاز قادر على محاكاة الوظائف المحددة مسبقًا بواسطة النظام الحيوي نفسه. شملت بعض التطورات المميزة التي أمكن إحرازها في المجال الطبي بالاستناد إلى النماذج المبنية للأنظمة الحيوية كلًا من زراعة القوقعة، والممارسات التي شجعها د. في إس راماشاندران على الأطراف الوهمية وغيرها من التطبيقات البصرية بالإضافة إلى الأجهزة الأخرى التي تستطيع محاكاة النبضات الكهربائية لنقل الإشارات الحسية. من خلال الاستمرار في تحقيق مزيد من النماذج العملية للشبكات العصبية غير الحسكية، ستصبح تطبيقاتها أمرًا جليًا.